# Magsaysay (Mindoro Occidentale)
Magsaysay è una municipalità di quarta classe delle Filippine, situata nella Provincia di Mindoro Occidentale, nella regione Mimaropa.
Magsaysay è formata da 12 barangay:
- Alibog
- Caguray
- Calawag
- Gapasan
- Laste
- Lourdes
- Nicolas (Bulo)
- Paclolo
- Poblacion
- Purnaga
- Santa Teresa
- Sibalat